# Ambrosia Tønnesen
Ambrosia Tønnesen, född 28 januari 1859 i Ålesund, död 21 januari 1948 i Fana, var en norsk skulptör.

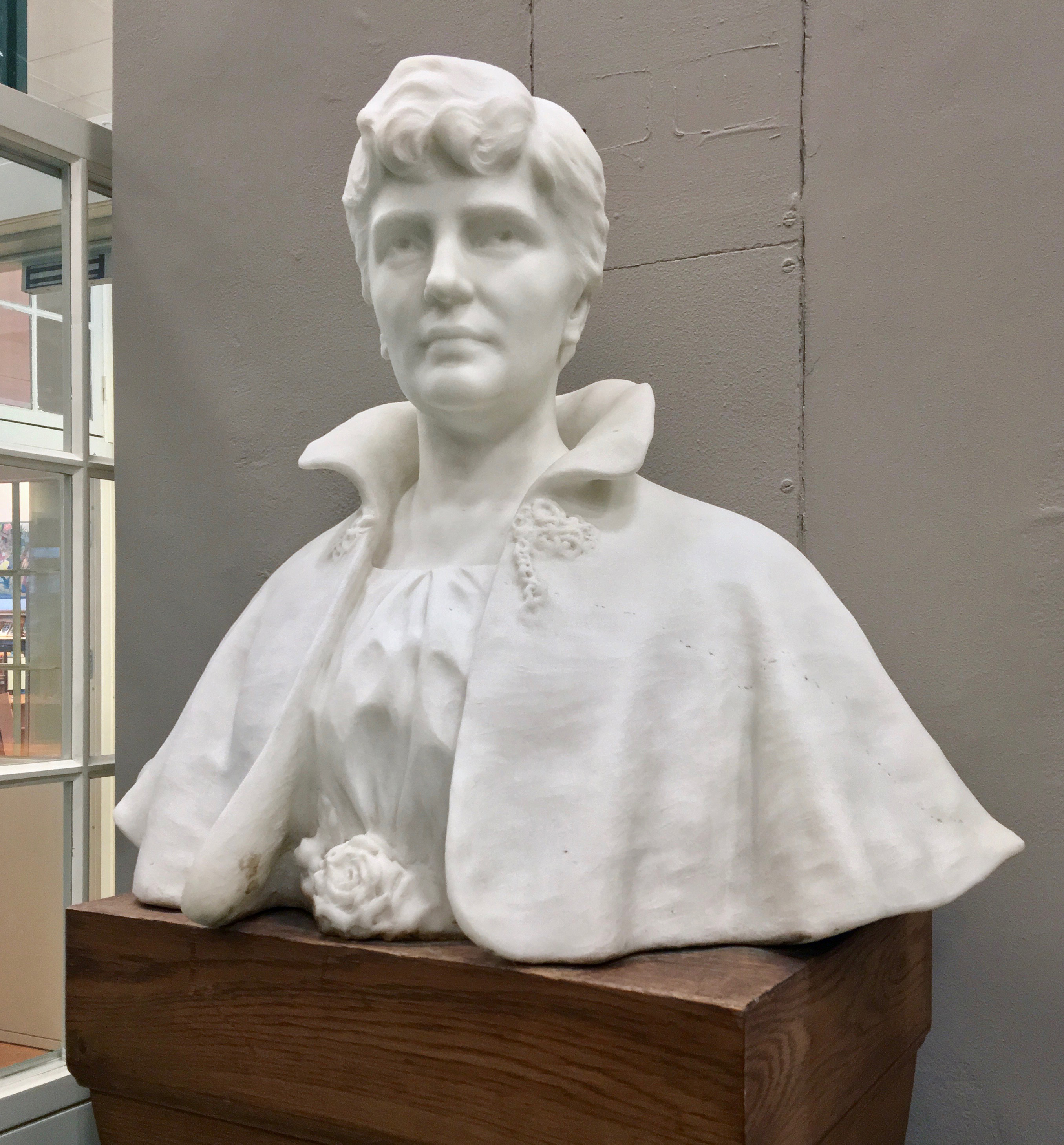
Marmorbyst av Amalie Skram.

Tønnesen studerade för Stephan Sinding i Köpenhamn 1885 samt för Albert Wolff i Berlin och René de Saint Marceaux i Paris. Merparten av sin konstnärliga gärning utförde hon i Bergen. Hon arbetade i en naturalistisk stil och utförde bland annat bronsstatyer av Ole Bull i Den Nationale Scene och Johan Christian Dahl ovanför entrén till Vestlandske kunstindustrimuseum. Bland hennes många byster kan nämnas de av Amalie Skram och Christian Børs i Bergens folkbibliotek, Edvard Grieg i Grieghallen, Gina Krog på Vår Frelsers gravlund i Oslo, Christian Michelsen, Wollert Konow med mera.